# Wright City (Oklahoma)
Wright City is een plaats (town) in de Amerikaanse staat Oklahoma, en valt bestuurlijk gezien onder McCurtain County.

## Demografie
Bij de volkstelling in 2000 werd het aantal inwoners vastgesteld op 848.
In 2006 is het aantal inwoners door het United States Census Bureau geschat op 808, een daling van 40 (-4,7%).

## Geografie
Volgens het United States Census Bureau beslaat de plaats een oppervlakte van
2,2 km², geheel bestaande uit land. Wright City ligt op ongeveer 146 m boven zeeniveau.

## Plaatsen in de nabije omgeving
De onderstaande figuur toont nabijgelegen plaatsen in een straal van 28 km rond Wright City.